# Zavaděč (program)
Zavaděč (anglicky loader) je v informatice speciální program, který je typicky součástí jádra operačního systému. Zavaděč je zodpovědný za umístění spouštěného programu do paměti počítače, přípravu na jeho spuštění a jeho následnou aktivaci.

## Popis činnosti
Zavaděč zajišťuje načtení spustitelného souboru do uživatelského prostoru nově vznikajícího procesu. V současných systémech musí též nastavit mapu virtuální paměti procesu. Pokud spouštěný program používá dynamické knihovny, zajistí ještě vyvolání dynamického linkeru.

### Zavaděč v Linuxu
V operačním systému Linux se používá pro spustitelný soubor formát ELF (dříve se používal a.out). ELF obvykle obsahuje několik sekcí, které musí zavaděč postupně projít a jejich obsah správně interpretovat. Ověří strukturu spustitelného souboru, zjistí jeho formát a vyvolá příslušnou obslužnou rutinu (anglicky handler). Rutina zjistí typ formátu a uvolní prostředky starého procesu. Následně je do paměti namapována spustitelná část souboru, je vytvořen a namapován datový segment (.bss) a halda. Pokud se jedná o program používající dynamické knihovny, je do paměti nahrán též dynamický linker. Na zásobník se zkopíruje se prostředí procesu, argumenty z příkazové řádky, identifikátory procesu (anglicky credentials, tj. PID, PPID, skupina procesů…) a další informace z hlavičky ELF souboru. V tuto chvíli dojde ke skutečnému spuštění připraveného procesu a tím k přesunu do uživatelského prostoru.
Dynamickým linkerem je v Linuxu ld-linux.so. Je zodpovědný za zavedení (resp. namapování) dynamických knihoven do paměťového prostoru spouštěného procesu a uložení konkrétních adres na místo použitých symbolů (viz sémantická analýza a relokace).